# Diego Alegre
Diego Alegre Gil (Valencia, España, 22 de marzo de 1982) es un exfutbolista español que jugaba como defensa.

## Trayectoria
Se formó como futbolista en las categorías inferiores del Valencia C. F., donde jugó hasta los veinte años. A esa edad, en la temporada 2002-03, se incorporó al Real Sporting de Gijón. Después de tres años jugando en el equipo asturiano, firmó contrato por una temporada con el C. F. Ciudad de Murcia y, a continuación, se unió a las filas del Albacete Balompié en 2006. En el conjunto manchego permaneció tres temporadas y llegó a ser el capitán en su última campaña en el club, la 2008-09.
Una vez concluido su contrato, se quedó sin equipo hasta el mercado de invierno de la temporada 2009-10, momento en que fichó por la U. B. Conquense de la Segunda División B. A comienzos de la campaña 2010-11 se marchó al Ontinyent C. F.

## Selección nacional
Se proclamó campeón de Europa con la selección española sub-16 en el torneo celebrado en la República Checa en 1999. En noviembre del mismo año, participó en el Mundial sub-17 de 1999 celebrado en Nueva Zelanda. En 2001, fue uno de los integrantes del combinado sub-18 que finalizó en tercer puesto el Europeo de Finlandia. También llegó a ser internacional con la selección sub-20.

## Clubes
| Club                   | País   | Año       |
| ---------------------- | ------ | --------- |
| Valencia C. F. "B"     | España | 2000-2002 |
| Real Sporting de Gijón | España | 2002-2005 |
| C. F. Ciudad de Murcia | España | 2005-2006 |
| Albacete Balompié      | España | 2006-2009 |
| U. B. Conquense        | España | 2010      |
| Ontinyent C. F.        | España | 2010-2013 |